# Hard Rock Magazine
Hard Rock Magazine est un magazine musical français spécialisé dans le hard rock et le heavy metal, édité de façon bimestrielle entre 1984 et 2015.
Le magazine est au sommet de sa popularité dans la deuxième partie des années 1980 et dans les années 1990, étant tiré à 100 000 exemplaires en 1992. Le magazine n'échappe pas au déclin de la presse écrite, interrompant sa parution avant de renaître sous une nouvelle formule en octobre 2004. Il s'arrête à nouveau après un dernier numéro pendant l'été 2015.